# Ulster Defence Regiment
L'Ulster Defence Regiment (UDR; (català: Regiment de Defensa de l'Ulster) va ser una unitat de l'Exèrcit Britànic en els anys 1970-1992. L'UDR va néixer en substitució dels «B specials» (USC), una policia voluntària de la Policia Reial de l'Ulster, i el seu lloc d'acció va ser Irlanda del Nord durant tota la seva existència. En 1990, com un resultat de la caiguda del Mur de Berlín, i el final de la Guerra Freda, l'exèrcit va decidir dissoldre la unitat i fusionar-la amb els Royal Irish Rangers, un procés completat el 1992.

## Formació
En 1969, a Irlanda del Nord tenien lloc un seguit de disturbis violents coneguts amb el nom de The Troubles.
Al principi, les autoritats de la zona van intentar controlar la violència amb l'ús de la Real Policia de l'Ulster (RUC), i els seus policies anti-avalots, els «B Specials». Els B Specials eres policies a temps parcial, en la seva major part protestants i amb fortes conviccions anti-republicanes. Segons l'informe de Sir John Cameron, una de les causes de desconfiança entre els catòlics nord-irlandesos i les autoritats va ser el fet que els B Specials es nodrien gairebé en exclusiva de protestants.
Un altre crític de l'informe, el jutge Scarman va revelar els problemes de disciplina dels B Specials:

3.19 «El 13 d'agost (de 1969) l'USC, que havia arribat per ajudar a la policia en dificultats a Coalisland, va disparar sense ordres contra una multitud esvalotada, però se'ls va ordenar immediatament que deixessin de disparar, la qual cosa van fer. El dia 14, a Dungannon i Armagh, grups armats de l'USC van obrir foc contra una munió de catòlics, la qual cosa va causar diverses víctimes, incloent-hi un mort a Armagh.

A més dels informes de Cameron i Scarman, els problemes en l'USC incloïen no sols abusos contra catòlics, sinó també d'altres, com ara falta de personal i entrenament adequat. A més, un cop es va dissoldre l'organització, no hi havia prou efectius del RUC per dur a terme les funcions de control de disturbis. L'exèrcit, que havia entrat a Irlanda del Nord el 1969 per ajudar el RUC a controlar els disturbos a Derry, Belfast, i altres zones de conflicte (en una maniobra coneguda amb el nom d'Operation Banner), s'hi hagué de quedar fins ben entrats els anys 1990.
Un altre informe del Baró John Hunt va fer una crida en favor de la creació de dues forces separades per reemplaçar l'USC.

### La formació
Al principi, l'UDR va dependre, en gran manera de reclutes dels ex-B Specials. El legislador laborista Denis Healy va replicar a una pregunta sobre la problemàtica d'absorbir els ex-B Specials dient que als postulants només se'ls jutjava pels seus mèrits, i que el fet d'haver servit a l'USC no havia de ser una clau màgica per ingressar a la unitat.
Però els fets irrefutables van mostrar el contrari. El polític catòlic moderat John Hume del Partit Socialdemòcrata i Laborista (SDLP) va declarar la seva oposició a l'acte de l'últim comandant dels B Specials, Ten-Cor Stephen Miskimmon, el qual va escriure una carta de comiat a cada soldat on hi havia lligada una forma d'allistament en l'UDR o a la força reserva de la RUC. Per la seva banda, Robert Porter del Partit Unionista de l'Ulster, contràriament, va contestar que les cartes no eren per a l'allistament, sinó per determinar qui dels B Specials tenia experiència militar i volia allistar-se. Porter va citar l'Informe Hunt com a suport del punt de vista que els ex-B Specials havien de compondre una part de les noves unitats.
Al final del debat, el govern britànic va admetre que no hi havia cap alternativa viable que no fos reclutar també membres dels ex-B Specials. El ministre de defensa laborista Roy Hattersley va dir: 

«Per necessitat, la nova força es basarà essencialment en la Policia de l'Ulster ("B-Specials") per a la seva contractació inicial, però hi haurà una campanya per inscriure reclutes de tots els sectors de la comunitat d'Irlanda del Nord. A part de l'edat, residència i nacionalitat, l'únic criteri d'acceptació serà el de la idoneïtat per al servei en una força militar. Hi haurà un estricte control de seguretat.»

### L'actitud de la gent envers l'UDR
Els nord-irlandesos nacionalistes no es van empassar els canvis. La parlamentària republicana Bernadette Devlin (del "Partit de la Unitat"), una activista socialista, va posar en dubte les garanties governamentals sobre el fet que l'UDR no fos una continuació de l'USC.
«[…] Espera vostè que jo o qualsevol altra persona a Irlanda del Nord ens creguem una sola paraula d'aquest rentat d'imatge ? […] Li faig una pregunta, i és una pregunta important i li demano sinceritat. Puc jo, membre del Parlament, tornar a casa i dir-los als meus electors què això és el que se'ls ha ofert ? Si volem tenir una nova força amb 6.000 homes i al principi els hem de reclutar de l'Ulster Special Constabulary [B-Specials], només n'hi ha 8.000 d'aquests, i tindrem tot l'Ulster Special Constabulary a la nova força a l'abril.»
Tots els comandants de batalló de l'UDR, al principi, van ser ex-oficials dels B Specials, i més de la meitat dels reclutes al Comtat de Derry.
El diari més important a Irlanda del Nord, The Belfast Telegraph, va defensar la nova unitat, dient que
«En cap sentit el nou Regiment pot ser considerat com el vell USC, com una força parapolicial i una llei en si mateixa. Inevitablement els membres de la nova força provindran dels antics "B Specials", i justament per això ja va ser titllada per alguns com la vella força amb el nou uniforme. Cal fer esforços per tal d'assegurar que això no és així. Ningú no ha de ser capaç de posar una etiqueta de denominació de l'UDR i si un els oficials superiors de la força poden ser catòlics romans, molt millor .... La creació d'aquesta nova força hauria de ser considerada com un punt d'inflexió en la vida de la comunitat. ".»

La resposta dels B-Specials va ser mixta. Alguns es van sentir traïts i va renunciar immediatament, mentre que d'altres van aprofitar l'oportunitat nova i va emplenar la sol·licitud d'adhesió a la UDR, tan aviat com van tenir els formularis disponibles. Els B-Specials tenien una altra opció oberta per a ells després de la dissolució: podien unir-se a la recentment creada Reserva de la RUC. Molts ho van fer, sobretot a Belfast, on durant el primer mes de contractació, només 36 Specials van optar per unir-se a l'UDR, molt poc comparat amb la mitjana nacional del 29% -2.424 dels quals van ser rebutjats, principalment per motius d'edat i estat físic. Al voltant del 75% dels homes dels Tyrone-B Specials ho van sol·licitar i, a conseqüència d'això, el sisè batalló va començar la seva vida com el batalló amb menys força, i es va mantenir així durant la seva història. En els comtats fronterers, en general, es va seguir aquest patró. També va significar que els ex-B Specials B dominessin aquests batallons. La història va ser diferent a Belfast, Londonderry, Down i Antrim, on les xifres van ser marcadament més equilibrades amb un alt percentatge de reclutes catòlics. Els resultats als 3 UDR van ser millors en aquest sentit. El batalló va entrar en servei amb un 30% de membres catòlics.

## Lesgreenfinches
Una qüestió comuna al principi de les accions de l'UDR a Irlanda del Nord va ser la de com fer els escorcolls a les dones. Per tal de minimitzar els conflictes entre els soldats de l'UDR i les dones civils, dones policies de la Reial Policia militar van acompanyar les patrulles a tot arreu on estaven disponibles. El 1973, com a resultat de la manca de prou personal femení, es va aprovar una acta del parlament a Londres on s'ordenava a l'UDR que reclutés dones a les seves pròpies files per a aquest propòsit. La primera «comandanta de les dones» al Quarter General-UDR (HQ-UDR) va ser la Major Eileen Tye. Fins al setembre d'aquell any, es van reclutar 352 reclutes, i les primeres d'elles van ser destinades als dos quarters generals d'Armagh el 16 de setembre.
D'altra banda, la unitat femenina patia de manca d'uniformes adequats, i les dones soldat van haver d'abillar-se amb l'uniforme del Servei Territorial Auxiliar (ATS), una antiga unitat de la Segona Guerra Mundial, ja inexistent aleshores. El tipus d'uniforme (faldilla, botes llargues fins als genolls...), era més apropiat per a l'ambient d'una oficina que no per a les tasques de patrullatge. A més de l'uniforme, duien una corbata de seda del color de l'uniforme del batalló (verd, en anglès green, d'aquí el nom greenfinches, que en català vol dir verderol).
Per entrenar les reclutes en el tema de la instrucció, organització militar, lectura de mapes, escorcolls de vehicles i dones, mode d'operació de la ràdio, i primers auxilis, una oficial del Women Royal Army Corps (WRAC) les impartia un curs ràpid.
Les primeres reclutes eren en gran part de les classes executives professionals, la qual cosa és un fet inusual, perquè hi havia homes d'aquesta classe social que eren els més reticents a unir-se a l'UDR. Algunes eren les mullers de soldats que servien a l'UDR i altres es van casar amb soldats destinats a llarg termini a Irlanda del Nord.
El país i els batallons de la frontera van donar la benvinguda a les dones, ja que sabien que eren un element essencial en la recerca de dones sospitoses, però als batallons amb seu a la ciutat els va costar més de veure aquests avantatges, i fins a cert punt estaven ressentits amb la presència de dones soldat. A curt termini, però, tots els batallons van arribar a apreciar el valor que les dones amb les patrulles. A través del temps el paper de les dones es va ampliar, ja que es van adonar que les seves veus, d'un timbre més agut, s'adaptaven millor a les transmissions per ràdio que les dels homes. Es van encarregar de rellevar les dones de la Policia Militar i aviat va aprendre a acceptar l'abús per part de la gent i com evitar les trampes que se'ls podien parar quan havien d'escorcollar altres dones, com ara posar fulles d'afaitar a les butxaques. Les dones tenien menys problemes amb el públic masculí que semblava més receptiu a l'hora de ser interrogat per una dona. Algunes dones van rebre capacitació en l'ús del radar "Sea Watch", per ajudar les patrulles marítimes dels batallons que tenien llanxes ràpides.
Inicialment, es va nomenar a cada batalló una funcionària a temps parcial per supervisar les dones soldat, però amb el pas del temps la dona va quedar sota el comandament de l'Oficial de Comandament del lloc on se l'havia assignada. En els últims anys algunes dones es va convertir en ajudants de batalló i caps de companyia i alguns es van unir al personal de la brigada per tota Irlanda del Nord.
Un altre problema a què s'enfrontaven, i que va trigar força temps a ser resolt, fou el tema de l'allotjament i els lavabos.
El reclutament dels soldats de les dones va assolir el seu punt màxim en 1986 amb 286 quadres permanents i 530 a temps parcial, però l'equip mai no va baixar de 700 dones, a partir de 1978.
Les dones mai van anar armades en servei, per bé que a algunes se'ls permetia tenir (o comprar) pistoles de protecció personal si es considerava que estaven en situació d'alt risc. Tanmateix, van ser capacitades en l'ús d'armes. Encara que, actualment, les dones en l'exèrcit britànic porten armes, aquest canvi no va ocórrer fins després que l'UDR es va fusionar amb els Irish Royal Rangers el 1992.
Els mateixos problemes que van afectar les dones militars també van afectar les Greenfinches de l'UDR. Regles sobre l'embaràs, el matrimoni, per exemple. Les primeres reclutes amb nens havien de presentar un certificat signat declarant que els seus fills eren supervisats adequadament mentre estaven de servei.
El sobrenom Greenfinch aplicat a l'UDR femenina prové d'un sistema de codificació de cada unitat per ràdio, utilitzat per l'exèrcit per identificar certes persones o branques del servei. Per exemple, als agents de desactivació de bombes se'ls coneix com a "Félix", la infanteria com a "Foxhound". Els nous títols es van introduir quan es va establir l'UDR, i els soldats en el regiment van ser identificats com a "Greentop". Quan les dones es van introduir el títol "greenfinch" va ser assignat a elles i es va convertir en el seu sobrenom de treball, que encara s'aplica avui a la dona en el Royal Irish Regiment.
La integració de la dona en la UDR va aplanar el camí per a la dissolució del Women Royal Army Corps (WRAC) i la integració de la dona en regiments anteriorment només masculins.
Quatre greenfinches van ser assassinades com a resultat del seu servei en el regiment entre 1974 i 1992.

## L'UDR i laRUC

### Ulsterització
Ulsterització és el terme aplicat a la política duta a terme pel Govern britànic per tal de reduir el nombre de tropes regulars de l'Exèrcit a Irlanda del Nord i portar les forces locals a la primera línia, com a resultat del fet que l'opinió internacional dominant era que els soldats britànics s'estaven utilitzant en el que podria considerar-se com una "ocupació colonial". També és conegut com a "normalització" o "Primacia de la Policia". Un dels principals canvis en la política va ser retornar el control dels assumptes de seguretat interna a la Policia Reial de l'Ulster que havia estat sota el comandament efectiu de l'Exèrcit, per causa dels informes Scarman i Hunt on s'instava a la reestructuració de la greument delmada força de policia de 1969. En un informe encarregat el 1976, es van formular unes recomanacions que incloïen:
- Un augment dels efectius de la RUC i la Força de Reserva RUC.
- La creació d'"unitats de suport mòbil" de la RUC.
- Un augment concret dels efectius de l'UDR perquè pogués fer-se càrrec de tasques de l'exèrcit regular.
- Que l'UDR pogués proporcionar presència militar les 24 hores.

Malgrat la ràpida inclusió de 300 reclutes addicionals per a l'UDR i l'augment d'"operacions d'escamots", el règim es va veure obstaculitzat per l'escassetat d'oficials a l'UDR que poguessin assumir el paper dels oficials d'operacions. També va suposar una demanda més forta als suboficials entrenats com a oficials de guàrdia a les sales d'operacions, o "comcens" (abreviació, en anglès, de communications centres, o sigui centres de comunicacions) a les bases de l'UDR.
El terme "Ulsterització" va ser encunyat pels mitjans de comunicació. El llavors cap de la Policia Auxiliar de la RUC, Jack Hermon, ho va resumir quan va dir: "La gent de l'Ulster necessita aprendre a viure junta i a ser vigilada per gent de l'Ulster. Si s'han de matar, deixeu que es matin entre ells, no pas per soldats anglesos."

## La lluita contra l'IRA
Un obstacle per als soldats de l'UDR va ser la prevalença d'atacs de franctiradors. La reacció de les patrulles d'UDR en ser atacats per un franctirador va ser posar-se a cobert, informar pel radi a la caserna general, i esperar fins que arribessin els reforços. Fins llavors, els terroristes podien fer detonar bombes i, el més important, podien escapar fàcilment mentre els soldats es posaven a cobert. Aquest tipus d'atac va ser conegut amb el nom de «shoot and scoot » (traduïble per "dispara i fuig"). Una tàctica similar va ser la de disparar a la part posterior d'un Jeep Land Rover amb l'esperança de ferir un dels soldats asseguts enfora.
No hi va haver massa atacs frontals d'estil militar contra les forces de l'UDR però alguns si van tenir lloc. El més notable fou el del 2 de maig de 1974, quan fins a quaranta homes de l'IRA va atacar el Deganat aïllat de Clogher que estava sent utilitzat com a base per una companyia del 8è de l'UDR. Va ser un atac sostingut que va durar aproximadament vint minuts, durant els quals la base va ser atacada amb coets, morters i armes de foc curtes
Un altre mètode d'atac va ser l'emboscada en els camins rurals. Començant amb la detonació d'un artefacte explosiu improvisat, que, en cas d'èxit seria eliminar un dels dos vehicles que habitualment formaven una patrulla (generalment el vehicle blindat Shorland, ja que albergava la metralladora més ràpida i potent), després de la bomba s'obria foc amb les armes curtes. En alguns casos, el lloc més proper on es podien posar a cobert (per exemple, una tanca de bardisses) contindria un altre explosiu que es faria detonar si alguns soldats anaven a refugiar-se allà. Durant aquestes accions no era estrany que tots dos bàndols intercanviessin un gran volum de foc d'armes curtes.
L'IRA va desenvolupar una sèrie de morters de fabricació casolana. Aquests morters eren coneguts, col·loquialment, amb el nom de Barrack busters (literalment, rebentadors de casernes). Aquests normalment, eren desplegats fixant-los a la part posterior d'un vehicle comercial, com ara camions d'obra. El vehicle s'estacionava en una posició propera a una caserna i els dispositiu es connectava mitjançant un temporitzador o bé per control remot. En aquell moment, disparava projectils grans, fets de cilindres de gas, al complex de casernes. El major d'aquests dispositius que es va utilitzar tenia dotze tubs que van disparar a la vegada a la base Kilkeel, "The Abbey", el 1992.
Com que els membres de l'UDR no vivien en barracons, com els soldats dels regiments convencionals, sinó que vivien a casa seva, en molts casos amb les famílies, eren més vulnerables als atacs fora de servei. Un cert nombre de membres va demanar i se'ls va atorgar poder dur armes de defensa personal Un nombre de personal de UDR sol·licitada i es van emetre amb armes personals. Algunes d'aquestes van ser robades sense resistència per part de membres de la llar. Els membres a temps parcial tendien a estar en més situació de risc, pel fet que la seva jornada de treball els portava sovint a zones insegures. La majoria del personal de l'UDR morts en els Troubles van morir estant fora de servei.

## L'UDR i elslleialistes
A causa de l'atracció de joves protestants a l'UDR, la unitat va esdevenir ràpidament en un objectiu pels grups lleialistes per tal de reclutar membres nous que van poder ajudar-los en ells lluita contra l'IRA o altres nacionalistes. Al principi un soldat de l'UDR es podia associar a l'Ulster Defence Association (UDA) perquè encara no era il·legal. L'altra organització lleialista que funcionava en aquells temps, l'Ulster Volunteer Force (UVF), va tenir èxit en infiltrar-se, també, a l'UDR, per bé que des de 1971 s'havia prohibit com un grup terrorista. L'UVF i l'UDA van aprofitar els soldats d'UDR per aconseguir informació útil i furtar armes dels arsenals militars. La col·lusió interna en els robatoris d'arsenals d'Udr va ser molt comuna en els primers temps del regiment. Moltes d'aquestes armes van ser recuperades en posteriors operacions de les forces de seguretat, però d'algunes s'ha pogut provar que van ser usades per les forces lleialistes en alguns dels seus crims sectaris, incloent-hi fins i tot assassinats. Alguns soldats del regiment van ser condemnats per haver ajudat en els robatoris.
Segons John Potter, les raons de col·laboració dels soldats de l'UDR en crims lleialistes no van ser sols per simpaties amb la seva causa, sinó també pel problema que no vivien a les casernes, sinó a dins de les comunitats d'Irlanda del Nord, la qual cosa els feia més vulnerables a les amenaces dels militants. S'han comptabilitzat fins a 288 incidents d'aquesta mena, entre els quals s'hi poden citar cartes amenaçadores, trucades anònimes, segrestos, trets des de cotxes en marxa i assalts contra soldats fora de servei

### Esforços per dissoldre l'UDR
El Partit Socialdemòcrata i Laborista, va sol·licitar la dissolució del regiment ja des del 1974, a través dels mitjans de comunicació, i mitjançant l'aplicació de pressió a través del govern irlandès i, segons suggereix Potter, convertint-se en el conducte principal per a les queixes dels catòlics contra el regiment. El SDLP seguia oposant-se al regiment, afirma ell, i contínuament demanava la seva dissolució a causa del seu fracàs per fer front a la qüestió de la contractació dels catòlics i a la imatge del regiment. Tot i que no hi havia un suport oficial dels líders dels partits, diversos membres del partit (per exemple, Seamus Mallon), van condemnar l'assassinat de soldats de l'UDR i van assistir als seus funerals, com en el cas de James Cochrane, un soldat catòlic del 3r batalló de l'UDR a Downpatrick que va ser assassinat en un atemptat amb bomba el 6 de gener de 1980.
El 1985 l'UDR es va convertir en l'objectiu de crítiques per l'altra banda de l'espectre polític nord-irlandès, quan es va signar el Tractat de Hillsborough, per part de la Primera Ministra Margaret Thatcher i el seu equivalent irlandès el Taoiseach Garret FitzGerald. Lleialistes associats amb el Partit Democràtic Unionista (DUP) del reverend Ian Paisley van decidir revoltar el regiment per tal d'exercir pressions sobre el govern de Thatcher i que així fes marxa enrere en l'acord. El DUP encoratjava les dimissions d'oficials i soldats de l'UDR per impedir al govern britànic l'ús de protestants de l'Ulster contra paramilitars lleialistes. Paisley va declarar durant una part de la campanya que els soldats del regiment els havien manat tornar a les casernes i que es desarmessin, abans que els soldats a temps parcial fossin despatxats. El DUP va denunciar l'ús d'oficials anglesos a l'UDR, perquè deia que això representava un gest de desconfiança en la comunitat unionista de l'Ulster. Peter Robinson, en aquells temps número dos de Paisley, va fer una crida als soldats de l'UDR a no col·laborar amb policies de la Policia Reial de l'Ulster (RUC), la qual va definir com un titella del Consell Anglo-Irlandès.

### Crims comesos per soldats de l'UDR
De les prop de 40.000 persones que es té constància que van servir a l'UDR, en el període 1970-1992, 18 van ser posteriorment condemnades per assassinat i 11 per homicidi. El regiment va ser responsable de les morts de nou persones: tres membres de l'IRA, un segrestador lleialista, dues persones que utilitzaven il·legítimament un vehicle, un presumpte lladre, un jove sord que no podia sentir les advertències que li cridaven, i un home al qual es va disparar accidentalment en un enfrontament amb una patrulla. Entre 1970 i 1990, 99 van ser declarats culpables d'assalt, i altres van ser declarats culpables de robatori a mà armada, delictes amb armes, atemptats amb explosius, intimidació i atacs als catòlics, segrest, i pertinença a l'UVF. Dos membres de l'UDR van ser condemnats pels assassinats de la Miami Showband del 1975. Només una petita fracció del regiment va estar involucrada en aquestes activitats criminals, però la proporció va ser més gran que entre els regulars de l'Exèrcit britànic o la RUC.